# Cacodémon
Cacodémon nebo také Cacodemon (původem z řeckého kakodaimon) je zlý duch nebo démon. Protikladem k němu je agathodaemon nebo eudaemon čili hodný duch (či démon; démon má v řečtině neutrální zabarvení). Samotný výraz se objevil však až v 16. století.

## Výskyt v počítačových hrách
Cacodémon se proslavil hlavně v počítačových hrách, z nichž nejznámější je pravděpodobně jeho ztvárnění ve hře Doom jako velké rudé vznášející se kouli podobnému monstru s jedním zeleným okem a malými růžky plivající po hráči fialové střely. Vyskytuje se téměř v každé úrovni druhé a třetí epizody hry. Poprvé se objevil v alfaverzi hry 22. května 1993. Jeho původ je ve světě AD&D, vzhled známý z Dooma vznikl na základě démonů, jako jsou Beholder a Astral dreadnought.
I přesto se ale měla podobná stvoření vyskytovat i v jiných hrách, jakými jsou například Advanced Dungeons & Dragons, Doom nebo Baldur's Gate 2; později však došlo ke změně názvů.